# Hippémolgok

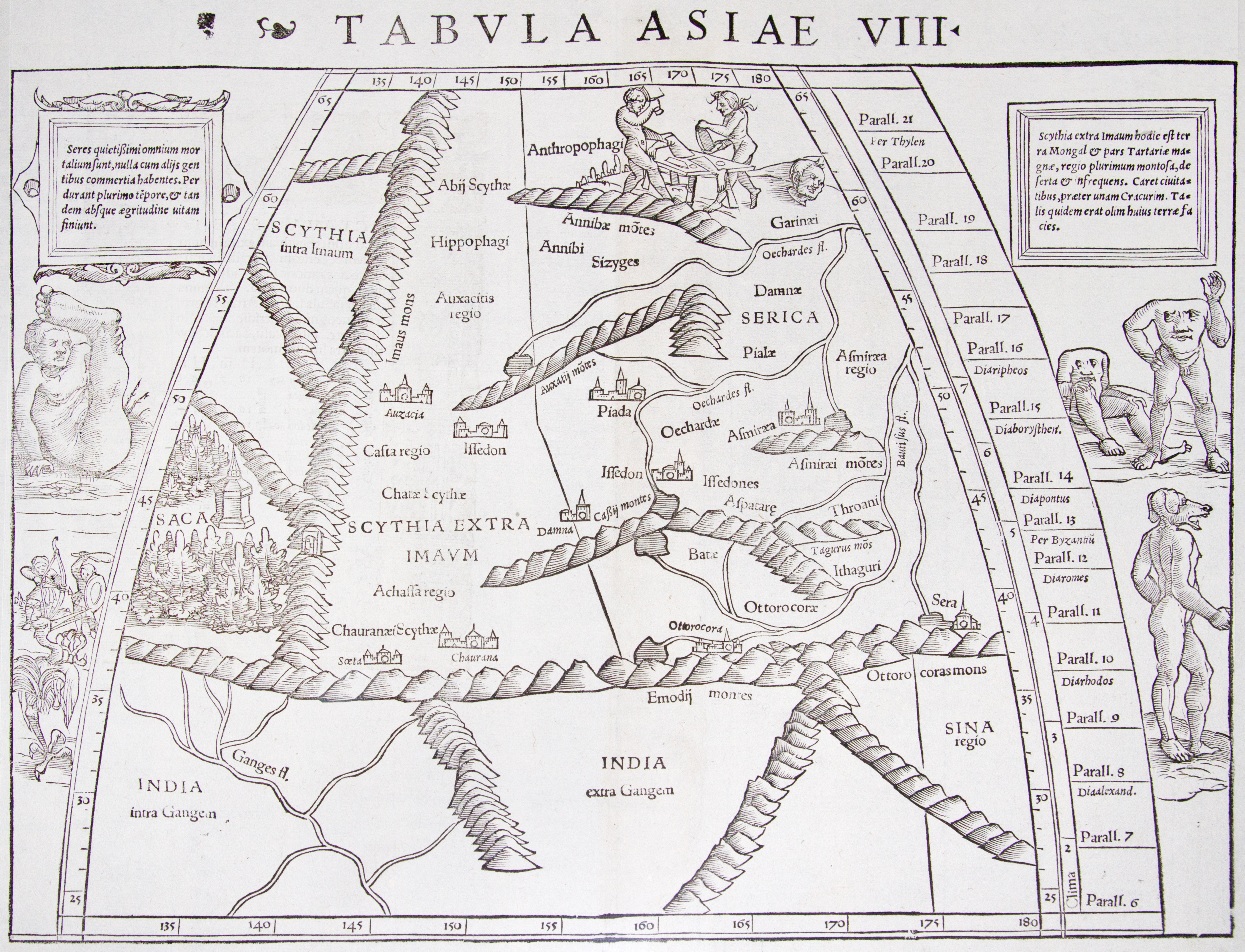
Ázsiai Szkítaország térképe

A hippémolgoi (ἱππημολγοί) kifejezés – jelentése lófejők – valószínűleg szkíta nép megszólítása Homérosz költeményében.
Nevük – tejivó kancafejők (hippémolgoi glaktophagoi: ιππημολγοι γλακτοφαγοι) – az Iliaszban bukkan fel az abioi stb. nép társaságában. A lófejő kifejezést a görögök általánosságban is használták a szkíta népekre.
„Zeusz miután Hektórt s népét a hajók fele vitte,
ott is hagyta a fáradalom s örökös hadivész közt;
ő maga meg ragyogó szemeit másmerre vetette,
messze lovas thrákok tájékát vette szemügyre,
harcos műsz népét s tejivó jó kancafejőkét
és az igazszívű abiosz népnek mezejét is;
Trója felé már nem fordult ragyogó szeme többé:
mert nem hitte szivében, hogy valamely örök isten
menne segítségére a trósznak vagy danaosznak.”
– Tizenharmadik ének: Harc a hajóknál (Devecseri Gábor fordítása).
Homérosz nyilván hallott a kelet-európai pusztán élő népekről, egyebek között a szkítákról, életmódjukról, szokásaikról. Kijelentései tehát nem teljesen alaptalanok. A tejivó kancafejő és az abioi név azonban valószínűleg költői képzeletének szülötte. Ha úgy tetszik, közhely, a szkíta népek megnevezése egyetemlegesen.
Homérosz megállapításait az ókor történetírói közül többen, úgy tűnik, valóságosnak tekintették, és a felsorolt neveket, illetve jelzőket (abioi, glaktophagoi, hippémolgoi) a kelet-európai pusztán élő különböző népekre, jobbára szkítákra, tulajdonnévként ragasztották. Ezenképpen öltött testet pl. a latinos Scythae Agavi, Hippemolgi, Galactophagi (és Galactopotae), valamint az Abii nevű népcsoport. Agavi és Abii valószínűleg ugyanazon tőről származik.
A földrajzi stb. ismeretek gyarapodásával, a kétségek jeleként, a szóban forgó nevek a térképeken mind távolabbra kerültek: az ismert világ pereméhez, illetve Közép-Ázsia területére. Sztrabón például vitatja a felsorolt nevekkel illetett népek kilétét. Ptolemaiosz könyvében a Hippémolgoi Szküthai (Ιππημολγοι Σκυθαι) név az Imaosz hegységen túli Szkítaország északi peremén, az Altaj vidékén, szerepel, az abioi szkíták szomszédságában.